# Bathyraja maculata
Bathyraja maculata là loài cá đuối sống ở vùng Tây Bắc Thái Bình Dương. Cá trưởng thành có chiều dài xấp xỉ 1 mét, và được tìm thấy ở độ sâu tối đa tới 1 km dưới mặt nước biển. Không giống như các loài đã được biết đến trong chi Bathyraja, loài Bathyraja maculata có những vết trắng trên mặt lưng có màu từ xám tới nâu, trong khi mặt bụng của chúng có màu sáng hơn với những vết màu tối hơn. Mặt lưng của có sần sùi bởi nhiều gai, còn mặt bụng thì trơn láng.

## Phân bố
Cá đuối Bathyraja maculata ưa thích cư trú ở vùng nước phía Bắc Biển Nhật Bản, Biển Okhotsk và Quần đảo Aleut. Loài cá đuối này được tìm thấy nhiều nhất bằng phương pháp khảo sát đánh lưới sát đáy biển của cơ quan Quản lý Đại dương và Khí quyển Quốc gia Hoa Kỳ(tiếng Anh: National Oceanic and Atmospheric Administration) tại Quần đảo Aleut vào năm 2006.
Ban đầu, các nhà sinh học cho rằng loài này chỉ cư trú ven bờ Tây của Vịnh Alaska, phương pháp khảo sát đánh lưới cũng đã thu thập nhiều mẫu vật của loài Bathyraja maculata dọc theo bờ Đông.